# 風船夫婦の俯瞰show
「風船夫婦の俯瞰show」（ふうせんふうふのふかんショー）は、BIGMAMAの9枚目のシングル。2012年9月12日にRX-RECORDSよりリリースされた。

## 概要
前作『母に贈るCD』から4ヶ月ぶりのリリース。通常盤のみのリリースであり、『秘密とルーシー』以来の両A面シングル。ライブDVD『母がまた母の日を終えるまで』と同日リリースになる。また、ジャケット内には、金井政人が書き下ろしたオリジナルストーリーが掲載されている。
1曲目の「Mr. & Mrs. Balloon feat. GEROCK」はドイツ産の天然炭酸水「ゲロルシュタイナー」のミュージックプロジェクトである「GEROCK」とのコラボレーションソングである。炭酸水の発泡音をエフェクターで変換して使用している。BIGMAMAがフィーチャリングという形でコラボレーションを図るのは、今作が初となる。

## 楽曲解説
Mr. & Mrs. Balloon feat. GEROCK
GEROCKとコラボしたMVが作られている。
炭酸水の持つ爽快感と上昇感を表現しており、「頭を空にした方が高く飛べる」というメッセージが込められている。
ミュージックビデオの撮影には、映像作家の須藤カンジを起用。炭酸水や風船を使って「音の視覚化」というテーマで撮影された。
rockin'on.comの吉羽さおりは、「企画に則りながらも、バンドのエネルギッシュや金井の寓話的なリリックを備えた楽曲」と評価している。連想ゲームのような作り方を多くするBIGMAMAの中では、珍しく直球であると発言している。
俯瞰show
MVが作られている。
フレンチロックを彷彿させるサウンドで、自分を客観視してしまうことへのコンプレックスを歌った楽曲。
ミュージックビデオは、株式会社タカラトミー協力の元、「客観視」を表現するために、貸し切られた電車の車内でプラレールやトミカを走らせるというアイデアが用いられ、おもちゃの世界観に入ったような仕上がりになっている。

## 収録曲
| 全作詞: 金井政人、全作曲・編曲: BIGMAMA。 |                                     |          |            |      |
| #                                         | タイトル                            | 作詞     | 作曲・編曲 | 時間 |
| 1.                                        | 「Mr. & Mrs. Balloon feat. GEROCK」 | 金井政人 | BIGMAMA    | 3:59 |
| 2.                                        | 「俯瞰show」                        | 金井政人 | BIGMAMA    | 3:43 |
| 合計時間:                                 | 合計時間:                           | 7:42     |            |      |